# Joaquín Beltrán
Joaquín Beltrán (* 29. April 1977 in Mexiko-Stadt) ist ein ehemaliger mexikanischer Fußballspieler auf der Position des Verteidigers.

## Leben

### Verein
Beltrán erhielt seinen ersten Profivertrag 1997 bei seinem Heimatverein Club Universidad Nacional, bei dem er bis zum Ende der Saison 2005/06 unter Vertrag stand und mit dem er 2004 das erfolgreichste Jahr seiner Karriere erlebte. In jenem Jahr gewann er mit den Pumas beide Meisterschaften, sowohl die Clausura 2004 als auch die Apertura 2004, den mexikanischen Supercup und die prestigeträchtige Trofeo Santiago Bernabéu.
Im Sommer 2006 wechselte er zum Club Necaxa, kehrte aber bereits nach einer Saison in seine Heimatstadt zurück, wo er in den beiden folgenden Jahren bei Cruz Azul unter Vertrag stand. Ende 2010 beendete er seine aktive Laufbahn in Reihen der Gallos Blancos de Querétaro.

### Nationalmannschaft
Sein Debüt im Dress der mexikanischen Nationalmannschaft feierte Beltrán am 13. März 1999 beim 2:1-Sieg gegen den Erzrivalen USA. Bis zum Länderspiel gegen England (0:4) am 26. Mai 2001, bei dem er eine Halbzeit lang zum Einsatz kam, absolvierte er insgesamt elf Länderspieleinsätze, bevor eine fast sechsjährige Länderspielpause einsetzte. Anfang 2007 kam er zu zwei weiteren Länderspieleinsätzen: am 28. Februar gegen Venezuela (3:1) wurde er über die volle Distanz aufgeboten, am 28. März gegen Ecuador (4:2) wurde er kurz vor Schluss für Jonny Magallón eingewechselt.

## Erfolge
- Mexikanischer Meister: Cla 2004, Ape 2004
- Mexikanischer Supercup: 2004
- Trofeo Santiago Bernabéu: 2004